# Egzekucja na Szwedzkich Górach
Egzekucja na Szwedzkich Górach – masowy mord na obywatelach polskich dokonany przez okupantów niemieckich na tzw. Szwedzkich Górach pod Warszawą (obecnie część dzielnicy Bemowo). 6 stycznia 1940 roku zostało tam rozstrzelanych 96 osób. Wiele szczegółów tej zbrodni jest owianych tajemnicą.

## Zbrodnia w Święto Trzech Króli
31 marca – 3 kwietnia 1947 roku Polski Czerwony Krzyż, opierając się na informacjach uzyskanych od okolicznych mieszkańców, przeprowadził prace ekshumacyjne na wydmach zwanych Szwedzkimi Górami. Odnaleziono wtedy zbiorową mogiłę kryjącą 96 zwłok (w tym jednej kobiety). Według relacji świadków, Niemcy mieli dokonać mordu 6 stycznia 1940 roku (w dzień Święta Trzech Króli) – a więc 10 dni po głośnej zbrodni w Wawrze. Oznaczałoby to, że egzekucja na Szwedzkich Górach była jedną z najwcześniejszych zbrodni okupanta w okolicach Warszawy.
Władysław Bartoszewski podaje, że egzekucję przeprowadzono w całkowitej tajemnicy, a jej ślady odkryto dopiero po wojnie. Inne źródła dostarczają jednak pewnych szczegółów na temat przebiegu zbrodni. Niemcy mieli rozstrzeliwać ofiary w niewielkim zagłębieniu terenu. Styczniowe mrozy nie pozwalały na wykopanie zbiorowej mogiły, stąd przy użyciu granatów ręcznych sprawcy wysadzili sąsiadujące wzniesienia, aby w ten sposób prowizorycznie przysypać zwłoki. Dopiero po kilkunastu tygodniach okoliczni mieszkańcy mieli pogrzebać pomordowanych i postawić krzyż w miejscu kaźni.
Do dziś nie wiadomo kim były ofiary ani skąd je przywieziono. Na podstawie dokumentów odnalezionych przy zwłokach udało się ustalić tożsamość zaledwie trzech zamordowanych. Byli to: Władysław Guteszust, Marian Gutowski (Sutowski) oraz Kazimierz Makowski.
Według niepotwierdzonych informacji wykonawcami zbrodni byli funkcjonariusze Sicherheitsdienst.

## Po wojnie
Zwłoki ofiar odnalezione podczas prac ekshumacyjnych wiosną 1947 roku zostały pogrzebane na cmentarzu w Palmirach. Spoczywają tam wraz ze szczątkami ponad 2000 ofiar niemieckiego terroru, odnalezionymi po wojnie w pozostałych miejscach kaźni nieopodal Warszawy.
W 1949 roku, w związku z przygotowaniami do budowy lotniska wojskowego, Szwedzkie Góry zostały splantowane.
W 2021 roku z inicjatywy Społecznego Komitetu Upamiętnienia Polaków Zamordowanych 6 stycznia 1940 roku w Górach Szwedzkich, u zbiegu ulic Powstańców Śląskich i Zdzisława Krasnodębskiego na warszawskim Bemowie odsłonięto pomnik upamiętniający ofiary zbrodni.